# Hyundai Merchant Marine
HMM Company Limited (en hangul, 에이치엠엠 주식회사; romanización revisada, Eichi Em Em Jusik Hoesa), anteriormente conocida como Hyundai Merchant Marine, es una empresa surcoreana naviera y de transporte internacional de contenedores.

## Historia
HMM mueve la mayor parte de las exportaciones de Corea del Sur, convirtiéndose en el transportista nacional de contenedores número uno de Corea, especialmente desde que Hanjin Shipping se declaró en quiebra y se ordenó su liquidación.
La red de oficinas de la empresa está compuesta por cuatro sedes internacionales, 27 filiales, 76 sucursales, cinco oficinas en el extranjero y 10 oficinas de enlace.
En el mercado nacional, HMM transporta materiales estratégicos como petróleo crudo, mineral de hierro/carbón y diversos productos especiales, así como mercancías de importación/exportación. Las ganancias son ocho billones de wones coreanos por año.
A partir de 2020, HMM ha construido y botado los dos buques portacontenedores más grandes del mundo en términos de capacidad de TEU, el HMM Algeciras con una capacidad máxima de 23 964 TEU y el HMM Copenhagen con una capacidad máxima de 23 820 TEU.